# Hrádok
Hrádok (hongrois : Temetvény) est un village de Slovaquie situé dans la région de Trenčín.

## Histoire
La première mention écrite du village date de 1426.

## Démographie

### Évolution de la population
| Année:               | 1994. | 2004.   | 2014.    | 2024.    |
| -------------------- | ----- | ------- | -------- | -------- |
| Nombre de personnes: | 642   | 596     | 711      | 784      |
| Différence:          |       | -7,16 % | +19,29 % | +10,26 % |

| Année:               | 2023. | 2024.   |
| -------------------- | ----- | ------- |
| Nombre de personnes: | 770   | 784     |
| Différence:          |       | +1,81 % |